# Teoría de supercuerdas

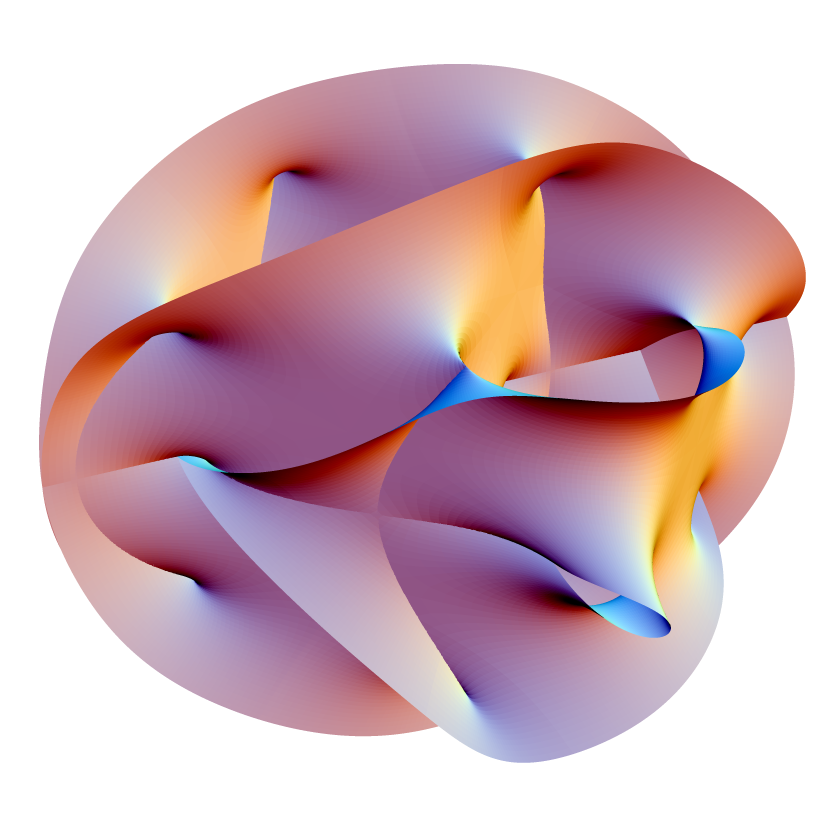
Representación visual de una variedad de Calabi-Yau. Se postula que las dimensiones extras de la teoría de supercuerdas tienen esta forma.

La teoría de supercuerdas es un esquema teórico para explicar todas las partículas y fuerzas fundamentales de la naturaleza en una sola teoría, que modela las partículas y campos físicos como vibraciones de delgadas cuerdas supersimétricas, las cuales se mueven en un espacio-tiempo de más de cuatro dimensiones, más exactamente 10 dimensiones y una temporal.
Una de las motivaciones esgrimidas por los teóricos de las supercuerdas es que el esquema es una de las mejores teorías candidatas para formular una teoría cuántica de la gravedad. La teoría de las supercuerdas es una taquigrafía de la teoría supersimétrica de cuerdas porque, a diferencia de la teoría de cuerdas bosónica, ésta es la versión de la teoría de cuerdas que, mediante la supersimetría, incorpora a los fermiones.
La teoría de las supercuerdas comprende cinco teorías o formulaciones alternativas de teorías de cuerdas combinadas, en la que se han introducido requerimientos de supersimetría. El nombre de teoría de cuerdas se usa actualmente como sinónimo, ya que todas las teorías de cuerdas ampliamente estudiadas son, de hecho, teorías de supercuerdas.
La idea fundamental es que las partículas en realidad son cuerdas que vibran en resonancia a una frecuencia de la longitud de Planck y en donde el gravitón sería una cuerda de espín 2 y masa nula.
Recientemente se ha podido probar que varias de estas formulaciones son equivalentes y tras todas ellas podría existir una teoría unificada o teoría del todo. Las cinco teorías existentes no serían más que casos límite particulares de esta teoría unificada, denominada provisionalmente como Teoría M. Esta teoría M intenta explicar a la vez todas las partículas subatómicas existentes y unificar las cuatro fuerzas fundamentales de la naturaleza. Define el universo formado por multitud de cuerdas vibrantes, ya que es una versión de la teoría de cuerdas que incorpora fermiones y la supersimetría.
El principal problema de la física actual es poder incorporar la fuerza de la gravedad tal y como la explica la teoría de la relatividad general al resto de las fuerzas físicas ya unificadas. La teoría de las supercuerdas sería un método de unificación de dichas teorías. La teoría está lejos de estar acabada y perfilada, ya que hay muchísimas variables sin definir, por lo que existen varias versiones de la misma.

## Antecedentes
El problema de fondo en la física teórica es armonizar la teoría de la relatividad general, donde se describen la gravitación y las estructuras a gran escala (estrellas, galaxias, cúmulos), con la mecánica cuántica, donde se describen las otras tres fuerzas fundamentales que actúan a nivel subatómico.
El desarrollo de la teoría cuántica de campos de una fuerza invariable resulta en infinitas (y útiles) probabilidades. Los físicos han desarrollado técnicas matemáticas de renormalización para eliminar esos infinitos de tres de las cuatro fuerzas fundamentales -electromagnetismo, nuclear fuerte y nuclear débil- pero no de la gravedad. El desarrollo de la teoría cuántica de la gravedad debe, por lo tanto, venir de diferente manera que de los usados para las otras fuerzas.
La idea básica es que los constituyentes fundamentales de la realidad son cuerdas de una longitud de Planck (cercano a 10−35 m) que vibran a frecuencias de resonancia. Cada cuerda en teoría tiene una única resonancia, o armonía. Diferentes armonías determinan diferentes fuerzas fundamentales. La tensión en la cuerda es del orden de las fuerzas de Planck (1044 N). El gravitón (nombre propuesto para la partícula portadora de la fuerza gravitacional), por ejemplo, es predicha por la teoría que sea una cuerda con amplitud cero. Otra idea clave de la teoría es que no pueden ser detectadas diferencias mensurables entre cuerdas que recapitulan sobre dimensiones pequeñas en sí mismas y muchas que se mueven en grandes dimensiones (p.e. que afectan a una dimensión de tamaño R iguales a una de tamaño 1/R). Las singularidades son evitadas porque las consecuencias observables del "gran colapso" nunca alcanzan el tamaño cero. De hecho puede el universo comenzar un pequeño "gran colapso" de procesos, la teoría de cuerdas dice que el universo nunca puede ser más pequeño que el tamaño de una cuerda, a ese punto podría comenzar a expandirse.

## El problema de las dimensiones
Aunque el universo físico observable tiene tres dimensiones espaciales y una dimensión temporal, nada prohíbe a una teoría describir un universo con más de cuatro dimensiones, especialmente si existe un mecanismo de "inobservabilidad aparente" de las dimensiones adicionales. Ese es el caso de las teoría de cuerdas y la teoría de supercuerdas que postulan dimensiones adicionales compactificadas y que solo serían observables en fenómenos físicos que involucran altísimas energías. En el caso de la teoría de supercuerdas, la consistencia de la propia teoría requiere un espacio-tiempo de 10 o 26 dimensiones. El conflicto entre la observación y la teoría se resuelve compactando las dimensiones que no se pueden observar en el rango de energías habituales. De hecho, la teoría de supercuerdas no es la primera teoría física que propone dimensiones espaciales extra; a principios del siglo XX se propuso una teoría geométrica del campo electromagnético y gravitatorio conocida como teoría de Kaluza-Klein que postulaba un espacio-tiempo de 5 dimensiones. Posteriormente la idea de Kaluza y Klein se usó para postular la teoría de la supergravedad de 11 dimensiones que también utiliza la supersimetría.
La mente humana tiene dificultad visualizando dimensiones mayores porque solo es posible moverse en 3 dimensiones espaciales. Una manera de tratar con esta limitación es no intentando visualizar dimensiones mayores del todo sino simplemente pensando, al momento de realizar ecuaciones que describan un fenómeno, que se deben realizar más ecuaciones de las acostumbradas. Esto abre las interrogantes de que estos 'números extra' pueden ser investigados directamente en cualquier experimento (donde se mostrarían resultados en 1, 2, 2+1 dimensiones a científicos humanos). Así, a su vez, aparece la pregunta de si este tipo de modelos que se investigan en este modelado abstracto (y aparatos experimentales potencialmente imposibles) puedan ser considerados 'científicos'. Las formas de seis dimensiones de Calabi-Yau pueden contar con dimensiones adicionales por la teoría de supercuerdas.
Una teoría que la generaliza es la teoría de branas, en donde las cuerdas son sustituidas por constituyentes elementales de tipo "membrana", de ahí su nombre. La existencia de 10 dimensiones es matemáticamente necesaria para evitar la presencia de incongruencias matemáticas en su enunciado.

## Cantidad de teorías de supercuerdas
Los físicos teóricos fueron perturbados por la existencia de cinco diferentes teorías de cuerdas. Esto aconteció bajo la denominada segunda revolución de supercuerdas en los años 1990 donde fueron postuladas las 5 teorías de cuerdas, siendo diferentes casos límite de una única teoría: la teoría M.
| Teoría de Cuerdas | Teoría de Cuerdas      | Teoría de Cuerdas |
| Tipos             | Dimensiones Espaciales | Detalles |
| ----------------- | ---------------------- | --- |
| Bosónica          | 26                     | Solo bosones, no fermiones, significa solo fuerzas, no materia, con cuerdas abiertas y cerradas; mayor defecto: una partícula con masa imaginaria llamada taquión                      |
| I                 | 10                     | Supersimetría entre fuerza y materia, con cuerdas abiertas y cerradas, libre de taquiones, grupo de simetría SO(32)                                                                    |
| IIA               | 10                     | Supersimetría entre fuerza y materia, solo con cuerdas cerradas, libre de taquiones, fermiones sin masa que giran a ambas direcciones                                                  |
| IIB               | 10                     | Supersimetría entre fuerza y materia, solo con cuerdas cerradas, libre de taquiones. fermiones sin masa que giran en una sola dirección                                                |
| HO                | 10                     | Supersimetría entre fuerza y materia, solo con cuerdas cerradas, libre de taquiones, heterótica, difieren entre cuerdas de movimiento derecho e izquierdo, grupo de simetría es SO(32) |
| HE                | 10                     | Supersimetría entre fuerza y materia, solo con cuerdas cerradas, libre de taquiones, heterótica, difieren entre cuerdas de movimiento derecho e izquierdo, grupo de simetría E8×E8     |

Las cinco teorías de supercuerdas consistentes son:
- La Teoría de cuerdas de Tipo I tiene una supersimetría en sentido diez-dimensional (16 supercargas). Esta teoría es especial en el sentido de que está basada en una orientación abierta y cerrada, mientras el resto se basan en cuerdas con orientaciones cerradas.

- Las Teorías de cuerdas de Tipo II tienen dos supersimetrías en sentido de 10 dimensiones (32 supercargas). Hay de hecho dos tipos de cuerdas Tipo II llamadas tipo IIA y IIB. Difieren principalmente en el hecho que la teoría IIA es no quiral (conservando la paridad), mientras que la teoría IIB es quiral (violando la paridad).

- Las Teorías de cuerdas heteróticas está basada en un peculiar híbrido de una supercuerda de tipo I y una cuerda bosónica. Hay 2 tipos de cuerdas heteróticas que difieren en su diez-dimensional grupo de gauge: la cuerda heterótica E8×E8 y la SO(32). (el nombre heterótico SO(32) es un poco inexacta en el SO(32) del Grupo de Lie, las teorías son un cociente de Spin(32)/Z2 que no es equivalente a SO(32).)

Las teorías quirales de gauge pueden ser inconsistentes en sus anomalías. Esto ocurre cuando un bucle del Diagrama de Feynman causa un rompimiento de la mecánica cuántica de la simetría de gauge. Anulando anomalías se limita a las posibles teorías de cuerdas.

## Integrando relatividad general con mecánica cuántica
La relatividad general normalmente se refiere a situaciones que envuelven objetos masivos grandes en lejanas regiones del espacio-tiempo donde la mecánica cuántica se reserva para escenarios a escala atómica (regiones pequeñas de espacio-tiempo). Las dos son muy difíciles de unir, y el caso más común en donde se combina su estudio son los agujeros negros. Teniendo "picos de densidad" o máximo cantidades de materia posible en el espacio, y un área muy pequeña, las dos deben ser usadas en sincronía para predecir condiciones en ciertos lugares; aun cuando son usados juntos, las ecuaciones se desmoronan y brindan respuestas imposibles, tales como distancias imaginarias y menos de una dimensión.
El mayor problema con su congruencia es que, a dimensiones menores a las de Planck, la relatividad general predice una certeza, una superficie fluida, mientras que la mecánica cuántica predice una probabilidad, una superficie deformada; que no son compatibles. La teoría de supercuerdas resuelve este requerimiento, remplazando la idea clásica de partículas puntuales con bucles. Esos bucles tendrían un diámetro promedio de una longitud de Planck, con variaciones extremadamente pequeñas, que ignora completamente las predicciones de la mecánica cuántica a dimensiones menores a las de Planck, y que para su estudio no toma en cuenta esas longitudes.

## Falsacionismo y teoría de supercuerdas

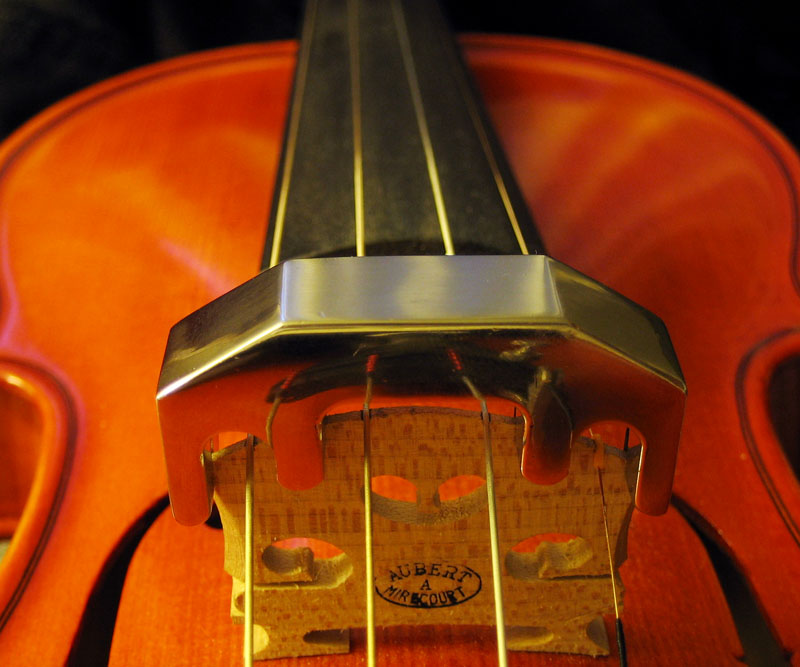
La teoría de cuerdas o la Teoría M podrían no ser falsables, según algunos críticos. ¿Habría que revisar el concepto de qué se considera científico o habría que desechar el falsacionismo propuesto por Popper como requisito para que una teoría pueda ser considerada científica? Si así fuera, ¿cómo sería posible delimitar con objetividad qué es ciencia y qué pseudociencia?.

Muchos científicos han declarado su preocupación de que la teoría de cuerdas no sea falsable y que, además, carezca de poder predictivo, y como tal, y siguiendo las tesis del filósofo de la ciencia Karl Popper, la teoría de cuerdas sería equivalente a una pseudociencia.
Tal y como se entiende en la actualidad, tiene un número gigantesco de posibles soluciones.
El filósofo de la ciencia Mario Bunge ha manifestado recientemente:

- La consistencia, la sofisticación y la belleza nunca son suficientes en la investigación científica.
- La teoría de cuerdas es sospechosa (de pseudociencia). Parece científica porque aborda un problema abierto que es a la vez importante y difícil, el de construir una teoría cuántica de la gravitación. Pero la teoría postula que el espacio físico tiene seis o siete dimensiones, en lugar de tres, simplemente para asegurarse consistencia matemática. Puesto que estas dimensiones extra son inobservables, y puesto que la teoría se ha resistido a la confirmación experimental durante más de tres décadas, parece ciencia ficción o, al menos, ciencia fallida.
- La física de partículas está inflada con sofisticadas teorías matemáticas que postulan la existencia de entidades extrañas que no interactúan de forma apreciable, o para nada en absoluto, con la materia ordinaria, y como consecuencia, quedan a salvo al ser indetectables. Puesto que estas teorías se encuentran en discrepancia con el conjunto de la Física, y violan el requerimiento de falsacionismo, pueden calificarse de pseudocientíficas, incluso aunque lleven pululando un cuarto de siglo y se sigan publicando en las revistas científicas más prestigiosas.

Mario Bunge, 2006.

La crítica principal de que es objeto la Teoría de cuerdas es de que sea, fundamentalmente, imposible de falsear, debido a su naturaleza intrínseca: tiene la suficiente flexibilidad matemática como para que sus parámetros se puedan moldear para encajar con cualquier tipo de realidad observada.
Para ilustrar la confusa situación que domina este campo de investigación, baste citar el reciente escándalo Bogdanov, dos hermanos que consiguieron publicar en prestigiosas revistas científicas teorías absurdas y carentes de sentido. El físico alemán Max Niedermaier concluyó que se trataba de pseudociencia, escrita con una densa jerga técnica, para evitar el sistema de revisión por pares de la física teórica. Según el físico-matemático John Baez, su trabajo "es una mezcolanza de frases aparentemente plausibles que contienen las palabras técnicas correctas en el orden aproximadamente correcto. Pero no hay lógica ni cohesión en lo que escriben." Según el físico Peter Woit en la prestigiosa revista Nature: "El trabajo de los Bogdanoff resulta significativamente más incoherente que cualquier otra cosa publicada. Pero el creciente bajo nivel de coherencia en todo el campo les permitió pensar que habían hecho algo sensato y publicarlo."